# Jean Sincere
Jean Sincere "Sinny" Zambello (Mount Vernon (Nueva York), 16 de agosto de 1919 – Los Ángeles, 3 de abril de 2013) fue una actriz de televisión, de teatro y de doblaje estadounidense. Entre sus trabajos destacan las películas Roxanne y The Incredibles, así como un papel en el musical para televisión, Glee.

## Biografía
Sincere debutó en Broadway en la producción teatral Arsenic and Old Lace. y posteriormente se unió a la United Service Organizations (USO), para entretener a las tropas durante la Segunda Guerra Mundial.
Sincere dio la voz a Mrs. Hogenson en la producción de Pixar de 2004, The Incredibles, dirigida por Brad Bird. Por otro lado, era una personaje recurrente en la serie de la FOX, Glee, entre 2010 y 2011 haciendo de bibliotecaria. Her last role was in a guest appearance as Gloria on the Nickelodeon series, iCarly, in November 2012.
Sincere murió por causas naturales en Los Ángeles, el 3 de abril de 2013, a la edad de 93 años. Tuvo dos hijos, la directora Francesca Zambello y el marchante de arte Larry Zambello. Su último marido, Charles Carmine Zambello, con el que se casó en 1949, murió en 1992.